# سریع و مرده (فیلم ۱۹۶۳)
برنده و بازنده (به انگلیسی: The Quick and the Dead) یک فیلم جنگی آمریکایی محصول سال ۱۹۶۳ میلادی به کارگردانی رابرت تاتن که در جنگ جهانی دوم در اروپا تحت اشغال نازی‌ها ساخته شده‌است.

## خلاصه داستان
گروهی از سربازان آمریکایی و پارتیزان ایتالیایی در طول جنگ جهانی دوم در ایتالیای شمالی علیه آلمان نازی به نیروهای خود پیوستند.